# Metaconchoecia skogsbergi
Metaconchoecia skogsbergi är en kräftdjursart som först beskrevs av Thomas Derrick Iles 1953.  Metaconchoecia skogsbergi ingår i släktet Metaconchoecia och familjen Halocyprididae. Inga underarter finns listade i Catalogue of Life.